# Чатопадайя, Вирендранат
Вирендранат Чатопадайя (англ. Virendranath Chattopadhyaya, псевдоним — Чатто, 1880, Хайдарабад — 2 сентября 1937, Москва) — индийский революционер, коммунист, деятель Коминтерна.

## Биография
Родился в семье преподавателя Агорената Чатопадайя. Другие его дети, Хариндранат Чатопадайя и Сароджини Найду были известными поэтами. Семья Чатопадайя исповедовала синкретическую религию брахмо-самадж. С молодого возраста владел несколькими языками — английским, бенгальским, урду, хинди и персидским. Впоследствии выучил ещё несколько европейских языков. Учился в университетах Мадраса и Калькутты.
В 1902 поступил в Оксфордский университет. В августе 1907 участвовал в работе Штутгартского конгресса Второго интернационала. В 1910 переехал в Париж, где вступил во Французскую социалистическую партию (СФИО). В апреле 1914 переехал в Германию. Изучал сравнительную лингвистику в университете Саксонии-Анхальт. В 1917 переехал в Стокгольм. Установил контакты с Коминтерном. В ноябре 1920 приехал в Москву вместе с американской писательницей Агнес Смедли. В 1927 вступил в Коммунистическую партию Германии. Был одним из двух генеральных секретарей созданной в 1927 Антиимпериалистической лиги.
Работал в Ленинграде в Институте антропологии и этнографии АН СССР. Арестован 15 июля 1937. Приговорён ВКВС 2 сентября 1937 по обвинению в шпионаже. Расстрелян 2 сентября 1937. Прах захоронен на территории Донского монастыря г. Москвы.
Реабилитирован 28 апреля 1956.